# Oligosita flava
Oligosita flava är en stekelart som först beskrevs av Kurdjumov 1911.  Oligosita flava ingår i släktet Oligosita och familjen hårstrimsteklar. Inga underarter finns listade i Catalogue of Life.